# Thymalus punicus
Thymalus punicus is een keversoort uit de familie schorsknaagkevers (Trogossitidae). De wetenschappelijke naam van de soort werd in 1981 gepubliceerd door Franz.